# Shinigami no Ballad
Shinigami no ballad (しにがみのバラッド?, Shinigami no Baraddo) (in inglese detto anche Ballad of a Shinigami e sottotitolato Momo: la ragazza dio della morte) è in origine una light novel scritta da K-She Hasegawa e con le illustrazioni di Nanakusa.
La serie comprende 12 volumi pubblicati tra il 2003 e il 2009; il 1° romanzo in lingua inglese è uscito nel 2008. La storia ruota attorno a Momo, una Shinigami, e a Daniel, il suo spirito familiare in forma di gatto nero parlante. I due si ritrovano ad interagire, ed interferire in vari modi, col mondo dei vivi, producendo pertanto varie conseguenze in relazione a tal comportamento.
Un CD drama è andato in onda nel 2005; un adattamento manga shojo a cura di Asuka Izumi è stato stampato tra il 2005 e il 2007; un anime in 6 episodi è andato in onda nel 2006; infine un dorama live action in 12 puntate di TV Tokyo è stato messo in onda nel 2007.

## Trama e personaggi
La vicenda è principalmente incentrata attorno ad una giovane di bell'aspetto di nome Momo, la quale è però uno shinigami, ovvero un dio della morte: tutta vestita di bianco e con lunghi capelli anch'essi candidi, conduce le anime dei defunti verso l'altro lato della realtà del mondo.
La ragazza porta con sé una grande falce ed un documento d'identità che aiuta la sua identificazione come "Spirito ultraterreno"; il suo numero è A-100100. Ma Momo si comporta in maniera del tutto differente dagli altri Shinigami, in quanto cerca d'alleviar per quanto le è possibile le sofferenze delle altre persone che incontra sia nel mondo dei viventi che in quello spirituale ove risiede.
Uno dei compiti che s'è autonomamente assunta è quello di trasmettere messaggi dai morti ai vivi; è anche molto gentile, sensibile e di cuore puro, tanto che spesso non riesce proprio a trattenere le lacrime davanti al crudele destino occorso agli esseri un tempo vivi ed ora anime di morti.
Ad accompagnare Momo nelle sue peregrinazioni vi è un gatto parlante di nome Daniel (ダニエル?, Danieru), lo Spirito protettore e consigliere della ragazza, con un campanello al collo ed ali da pipistrello, che cerca in ogni caso d'aiutarla al meglio.
Daniel possiede un carattere calmo, pacato e paziente, e non sembra proprio dimostrare molta simpatia, comprensione e compartecipazione nei confronti degli esseri umani, almeno non nella misura in cui le possiede Momo: nel dorama Daniel viene ritratto come un bel giovane piuttosto che come animale.
I due vengono via via ad interagire coi vivi e solitamente finiscono per cambiare o trasformare qualcosa nel loro destino. C'è poi un altro Shinigami, sempre in sembianza di ragazza adolescente di nome An  (アン?), tutta vestita di nero e con lunghi capelli corvini. Ella non mostra la benché minima emozione esteriore verso le anime che le vengono assegnate ma, a differenza di Momo, possiede una personalità crudele e spietata che non ha alcuna misericordia nei loro confronti.
Nonostante il fatto che compito e dovere precipuo degli shinigami sia quello di traghettare le anime di coloro che sono appena morti verso l'altro lato della Realtà universale, An sceglie di annientare le anime degli esseri i cui corpi ha appena distrutto. All'interno del mondo degli shinigami lei è molto potente, appartiene difatti ad una delle schiere più alte della gerarchia del mondo ultraterreno: il suo numero d'identificazione è A-99.
Anche An viene accompagnata da un gatto parlante tutto grigio di nome Nicolas (ニコラウス?, Nikorausu), ma chiamato sempre col diminutivo di Nicol: prima d'iniziare a lavorare assieme ad An, Nicol in un lontano passato era stato molto amico con Daniel.